# Nghinh Tường
Nghinh Tường là một xã nằm ở phía đông của tỉnh Thái Nguyên, Việt Nam.

## Địa lý
Xã Nghinh Tường có vị trí địa lý:
- Phía đông giáp tỉnh Lạng Sơn
- Phía tây giáp xã Sảng Mộc và xã Thần Sa
- Phía nam giáp xã La Hiên và xã Võ Nhai
- Phía bắc giáp xã Xuân Dương và tỉnh Lạng Sơn.

Xã Nghinh Tường có diện tích 160,73 km², dân số năm 2025 là 6.554 người. Khu vực được định hướng tập trung phát triển du lịch cộng đồng, phát huy bản sắc văn hóa dân tộc, phát triển trồng rừng, cây dược liệu và chăn nuôi đại gia súc.
Đây là một xã thuộc vùng núi cao và xã đầu nguồn của sông Nghinh Tường, dòng sông bắt nguồn từ cánh cung Ngân Sơn - Yên Lạc ở khu vực ranh giới thuộc tỉnh Lạng Sơn rồi chảy về phía tây và đổ ra sông Cầu. Xã Nghinh Tường cũng nằm trong Khu bảo tồn thiên nhiên Thần Sa - Phượng Hoàng.

## Lịch sử
Tháng 6 năm 2025, xã Nghinh Tường được thành lập trên cơ sở nhập toàn bộ diện tích tự nhiên, dân số của xã Nghinh Tường (diện tích tự nhiên là 84,59 km²; quy mô dân số là 3.296 người) và xã Vũ Chấn (diện tích tự nhiên là 76,14 km²; dân số là 3.258 người) của huyện Võ Nhai. Trụ sở làm việc của xã nằm tại xã Nghinh Tường cũ.

## Hành chính
Đến năm 2009, xã Nghinh Tường được chia thành 11 xóm: Na Hấu, Bản Nhàu, Thâm Thạo, Bản Chang, Bản Na, Bản Rãi, Nà Giàm, Nà Lẹng, Bản Cái, Thượng Lương, Hạ Lương. Năm 2021, sáp nhập ba xóm Nà Lẹng, Nà Giàm và Nà Châu thành xã Nà Giàm; sáp nhập hai xóm Bản Nưa và Bản Rãi thành xóm Bản Nưa; sáp nhập hai xóm Thâm Thạo và Bản Chang thành xóm Bản Chang; sáp nhập hai xóm Thượng Lương và Hạ Lương thành xóm Thượng Lương.
Đến năm 2009, xã Vũ Chấn được chia thành 10 xóm: Na Mấy, Đồng Đình, Na Rang, Khe Rạc, Cao Sơn, Na Đồng, Khe Rịa, Na Cà, Khe Cái, Khèn Nọi. Năm 2019, sáp nhập một phần diện tích và dân số của hai xóm Khe Nọi và Na Cà vào xóm Khe Cái, sáp nhập phần còn lại của xóm Khe Nọi vào phần còn lại của xóm Na Cà. Năm 2021, sáp nhập hai xóm Na Mấy và Đồng Đình thành xóm Na Mấy.